# Макс Лоренц (тенор)
Макс Лоренц ( ; рођен као Макс Зулценфус (Диселдорф, 10. мај 1901 — Салцбург, 11. јануар 1975) био је немачки оперски певач познат као тенор у Вагнеровим операма.

## Каријера
Лоренц је рођен у Диселдорфу, а студирао је код Ернста Гренцебаха у Берлину 1920-их. Касније је био ученик Естел Либлинг у Њујорку. Дебитовао је у Семперопери у Дрездену 1927. године. Од 1929. до 1944. био је члан ансамбла Берлинске државне опере, наступао је и у њујоршкој Метрополитен опери (1931–1934), Бајројт Фестшпилхаус (1933–1939, 1952, 1954) и Краљевској опери Ковент Гарден. (1934 и 1937). Певао је и у Бечкој државној опери (1929–1933, 1936–1944, 1954).
У свом најбољем издању 1920-их, 1930-их и 1940-их, Лоренц је поседовао моћан, звонак глас који је користио на страствени начин. Један од највећих немачких оперских павача тог времена, баритон Дитрих Фишер-Дискау рекао је да Лоренц није само певао ноте већ их је „отелотворио и отпевао све до грла, тако моћно да сте могли да чујете његов интензитет и изражајну моћ у јарком тону његовог гласа“.
Неки од његових снимака оперских арија издати су на ЦД-у. Снимљен је уживо у извођењу Мајстора певача из Нирнберга на фестивалу у Бајројту (1943), под диригентском палицом Фуртвенглера; као и у извођењу Сумрака богова, такође у Бајројту (1952), под диригентском палицом Јозефа Кајлберта. Био је запажен и у изведбама Отела, Бахуса и Ирода.

## Лични живот
Лоренц је био хомосексуалац, али је од 1932. био ожењен Шарлотом (Лот) Апел, која је била Јеврејка. Његову хомосексуалност нацисти су углавном толерисали као добро познату тајну. Када је Лоренц морао да се појави на суду због афере са младићем, Јозеф Гебелс је саветовао Винифред Вагнер, директорку Бајројтског фестивала, да Лоренц неће бити прикладан за Фестивал. Вагнер је одговорила да би у том случају могла да затвори Фестивал јер без Лоренца „Бајројт не може“.
Што се тиче његове жене Јеврејке, Лоренц је инсистирао да буде отворен по питању свог брака, што су нацисти схватили као провокацију. Када је Лоренц био далеко од своје куће, есесовци су упали и покушали да му одведу жену и свекрву. У последњем тренутку били су спречени у томе када је Лоте Лоренц успела да телефонира сестри Хермана Геринга. СС-у је наређено да напусти Лоренцову резиденцију и да не узнемирава две жене. Геринг је у писму од 21. марта 1943. навео да је Лоренц под његовом личном заштитом и да се не сме предузети ништа против њега, његове жене или њене мајке.
Макс Лоренц је умро 1975, године у Салцбургу и сахрањен је у Средишњем гробљу у Бечу (група 40, гроб 37).